# Мамри
Мамри (пол. Mamry, нім. Mauersee, лит. Mauras) — озеро у Мазурському озерному краї (Вармінсько-Мазурське воєводство, Польща). Друге після Снярдвів за площею поверхні у Польщі — 10439 га, 33 острови (213 га), глибина до 44 м. Озеро моренного походження. Є популярним місцем туризму, на ньому розвинуті водні види спорту, буєр.